# بيفيرلي دريك
بيفيرلي دريك (بالإنجليزية: Beverley Drake)‏ هي طيارة غيانية، ولدت في 20 يونيو 1956 في جورج تاون في غيانا.